# La Chapelle-Souëf
La Chapelle-Souëf is een gemeente in het Franse departement Orne (regio Normandië) en telt 239 inwoners (1999). De plaats maakt deel uit van het arrondissement Mortagne-au-Perche.

## Geografie
De oppervlakte van La Chapelle-Souëf bedraagt 11,3 km², de bevolkingsdichtheid is 21,2 inwoners per km².
De onderstaande kaart toont de ligging van La Chapelle-Souëf met de belangrijkste infrastructuur en aangrenzende gemeenten.

## Demografie
Onderstaande figuur toont het verloop van het inwonertal (bron: INSEE-tellingen).